# ミッキーのポロゲーム
『ミッキーのポロチーム』（原題：Mickey's Polo Team）は1936年1月4日に公開されたウォルト・ディズニー・カンパニーが制作したアニメーション短編映画作品。ミッキーマウスの短編映画シリーズの一作品である。

## ストーリー
ミッキーマウス、グーフィー、ビッグバッドウルフ、ロバに乗ったドナルドダックのミッキーチームとローレル&ハーディ、ダチョウに乗ったハーポ・マルクス、ぬいぐるみの馬に乗ったチャーリー・チャップリンの映画スターチーム、レフェリーはジャック・ホルトでポロの試合が行われた。始まると衝突してボールを取ろうとする。その中で早速オリヴァー・ハーディが落馬した。ハーディに蹄鉄が6つ飛んできた。ビッグ・バッド・ウルフがボールを打つとチャップリンがゴールに向かって行った。そしてチャップリンはステッキが引っ掛かって落馬しそうになったがうまく回転して落馬を回避した。ゴールに向かっていったミッキーチームはすぐ方向を変えてボールに向かって行った。その頃、ハーディは馬に乗ろうとしていた。だがなかなか乗れないのでスタン・ローレルに手伝ってもらって乗ろうとしたが、また落馬した。ハーポはボールが飛んでくると乗っていたダチョウと頭をすぼめた。その頃また落馬したハーディがローレルに手伝ってもらって乗ったのだが、馬の背中が沈下した。ローレルが尻尾を引っ張ると馬の体は元に戻ったが馬はハーディが横腹を蹴っても動かない。そこでローレルが待ち針を出して馬の尻に刺そうとしたが、馬が素早く逃げて逆にハーディの尻に刺さった。そして、途中でドナルドとハーポが衝突した。そして、ハーポがドナルドを吹き戻しを使ってロバのそばに吹っ飛ばした。すぐ側にボールが飛んできたのでドナルドは土で山を作ってそこにボールを乗っけて打とうとしたが、全員ボールを飛ばした。ドナルドは怒ってロバをスティックで叩いたが逆にロバに押しつぶされた後で吹っ飛ばされて尾羽を出して埋まった。その後で土の中から出ると体の中にボールが入ってしまった。全員ドナルドをボールと認識してドナルドを打とうとする。そしてドナルドはゴールのコーンの中に逃げ込むが全員ゴールのコーンを叩いて出そうとするので、コーンの中に入ったまま逃げるがコーンから飛び出してジャックの方に駆け込んだものの、全員興奮が納まらずジャックのホイッスルの音に耳を貸さなかったため、ジャックに衝突する。そしてなぜか全員馬とあべこべになって（全員馬を乗せて四つん這いになって駆け回っていた）ポロをやっていた。

## スタッフ
- 製作：ウォルト・ディズニー
- 作画：アート・バビット、ジョニー・キヤノン、ポール・ホプキンス、ディック・ヒュウマー、グリム・ナトウィック、ビル・ロバーツ
- 監督：デイヴィッド・ハンド

### 翻訳盤
- 翻訳：杉田朋子
- 演出：向山宏志
- 録音製作：東北新社

## キャスト
| キャラクター   | 原語版               | 旧吹き替え版 | 新吹き替え版 |
| -------------- | -------------------- | ------------ | ------------ |
| ミッキーマウス | -                    | 後藤真寿美   | -            |
| ドナルドダック | クラレンス・ナッシュ | 関時男       | 山寺宏一     |
| 客             | ネッド・ノートン     |              | 荒川太郎     |

## 映像ソフト化
- 『ミッキーマウス／カラー・エピソード Vol.1 限定保存版』（DVD、ブエナ・ビスタ・ホーム・エンターテイメント）